# Gabriel Paulista
Gabriel Armando de Abreu, född 26 november 1990, mer känd som Gabriel Paulista eller endast Gabriel, är en brasiliansk fotbollsspelare (mittback) som spelar för spanska Valencia.

## Karriär
Gabriel debuterade för Vitória i Campeonato Brasileiro Série A under 2010. I augusti 2013 värvades han av spanska Villarreal, som han skrev på ett femårskontrakt för. Han debuterade för klubben den 10 november 2013 i en 1–1-match mot Atlético Madrid.
I januari 2015 värvades Gabriel av engelska Arsenal. Som en del av övergången lånades Joel Campbell ut till Villarreal. Gabriel debuterade i en 2-0-seger mot Middlesbrough i FA-cupen den 15 februari 2015. Sin Premier League-debut gjorde han som inhoppare mot Crystal Palace FC den 21 februari, en match som Arsenal vann med 2-1.